# Wist z licytacją
Wist z licytacją lub wist licytowany - dawna odmiana brydża. Była to polska odmiana wista wzbogacona o licytację podobną do znanej ze współczesnego brydża. Gra była popularna w Polsce w drugiej połowie XIX w. Jak na ówczesne czasy, była bardzo zaawansowana i innowacyjna. Wymagała od graczy precyzyjnej licytacji. Została wyparta przez podobnego winta. Jej zasady zostały opisane przez Starego Gracza w książce Gry w karty dawniejsze i nowe. Dokładne sposoby ich prowadzenia. 

## Historia
Gra powstała poprzez dodanie do wista licytacji podobnej do tej we współczesnym brydżu. Została opisana przez autora kryjącego się pod pseudonimem Stary gracz w książce Gry w karty dawniejsze i nowe. Stary gracz pisze w niej, że gra została opracowana przez Warszawianina ok. 30 lat wcześniej. 

Gra ta przed trzydziestoma mniej więcej laty wynaleziona przez zawołanego amatora wista Warszawianina, była do niedawna bardzo u nas rozpowszechnioną, dopiero ją wint "jako nowe sitko na kołeczku" strącił z piedestału rozpowszechnienia. Gra ta jest tymsamym wistem co do prawideł, zachodzi tylko różnica w naznaczeniu kozery, o czem obszerniej pomówić należy.

Ponieważ pierwsze wydanie książki pochodzi z 1888 roku, to wynika stąd, że gra powstała ok. 1858 roku. Jak pisze Stary gracz gra była bardzo popularna, jednak straciła na popularności w ślad za pojawieniem się bardzo podobnego winta.
Dużą popularność nowej odmiany wista w Królestwie Kongresowym potwierdza autor opublikowanego w 1870 roku w tygodniku Sobótka artykułu pt. Gry opisującego modę na gry karciane w Królestwie. Autor stwierdza również, że nowa gra powstała poprzez połączenie preferansa z wistem: 

Gieryłasz, to jest wist grywany z dziesiętnym rachunkiem bez koloru odświętnego i pałki, gra więcéj hazardowa niż komersyjna na rachunku zależąca, groźne zrazu czynił dla preferansa dywersye, przetrwał on jednak zwycięzko tę szkopuły i dopiero wist z licytacyą, szęśliwe połączenie preferansa i wista, zachwiał na chwilę powodzeniem tego olbrzyma kartowego. 
A stało się to już w czasach nie bardzo od nas odległych; nowa ta odmiana wista pociągnęła do siebie graczów tak zwanych myślących, którzy z gry chcą zrobić naukę, rodzaj matematycznego zadania. Więc karciarze podzielili się na dwie partye, preferans pozostał grą z a r o b k u, wist zaś ustanowił się grą r o z r y w k i  u m y s ł o w é j rodzajem turnieju karcianego. (...) Przyznajemy jednak szczerze, że wolimy tych g e n i u s z ó w wistowych, których pod owe czasy sporo się u nas namnożyło, aniżeli szulerów preferansowych, grających wyłączenie dla wygranéj i uważających grę za pracę mającą zysk przysporzyć.

## Zasady

### Wstęp i licytacja
Rozgrywka nie różniła się od wistowej. Jedyna różnica w mechanice polegała na dodanej bardzo zaawansowanej licytacji za pomocą liczby lew i kolorów. Starszeństwo kolorów w licytacji było następujące (od najmłodszego): 
♠️️, ♣️️, ♦️, ♥️️, bez atu.
Licytację rozpoczynał gracz na lewo od rozdającego. Gracz, który pasował, nie mógł brać udziału w dalszej części licytacji. W przeciwieństwie do współczesnego brydża można było zalicytować ten sam kolor (lub bez atu) co poprzedni gracz bez wchodzenia na wyższy szczebel licytacji mówiąc ręka:

Gracz będący na ręku nie objawia nowego koloru, ale utrzymuje ten sam objawiony przez ostatniego, inny za nim już idzie wyżej.

Można było to wykorzystać do poparcia partnera bez konieczności wchodzenia na wyższy szczebel licytacji. Odzywki na poziomie 1 miały funkcję wyłącznie informacyjną. Minimalny kontrakt musiał być na wysokości co najmniej 2 (tzn. zobowiązywać do wzięcia co najmniej 8 lew).  
Stary Gracz podaje przykład następującej licytacji. 
| Gracz A | Gracz B | Gracz C    | Gracz D |
| piki    | trefle  | karo       | pas     |
| ręka    | kiery   | bez kozery | -       |
| ręka    |         |            |         |

W powyższej licytacji żaden gracz nie zobowiązał się do gry, ponieważ licytacja nie wkroczyła na poziom dwóch.

### Punktacja

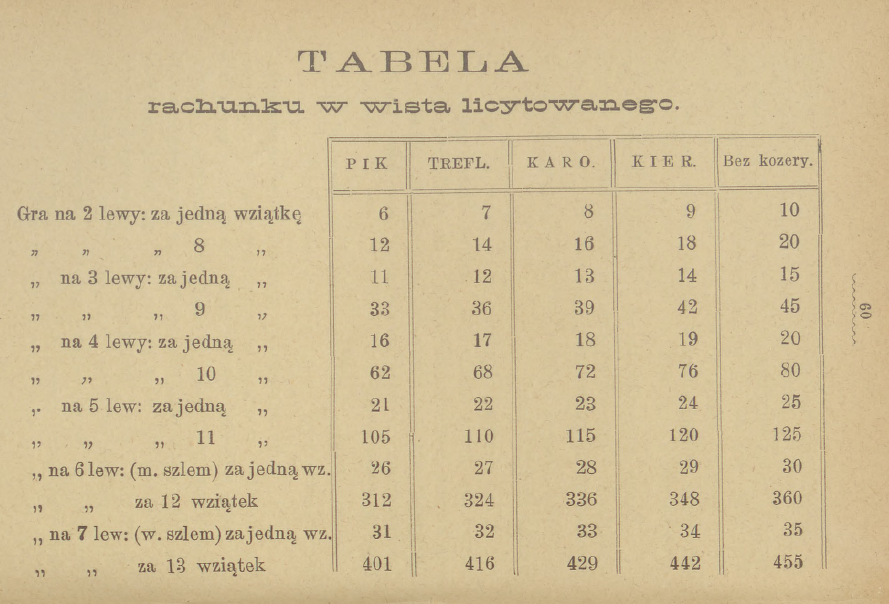
Tabela z punktacją w wista licytowanego zamieszczona przez Starego gracza w drugim wydaniu książki. Tabela zawiera błędy.

Zapis był dosyć skomplikowany. Podobnie do współczesnego brydża premie za honory i nadróbki zapisywało się nad kreską i nie wliczało do partii. Podobnie do winta wartość każdej zdobytej lewy zależała od koloru i wzrastała wraz z wysokością kontaktu. Premiowało to precyzyjną licytację na co zwraca uwagę Stary gracz:

Zatem wszystko tu na dokładnej deklaracyi gry zależy, bowiem objawiona za nisko lub za wysoko znaczne straty przyczynia.

W przypadku niezrealizowania kontraktu przeciwnicy zapisywali pod kreską punkty za wszystkie lewy wpadkowe.  
Wartość każdej lewy powyżej sześciu w zależności od koloru i wysokości kontraktu przedstawia poniższa tabela.  
| Wysokość kontraktu | ♠️️ | ♣️️ | ♦️ | ♥️️ | bez atu |
| 2                  | 6  | 7  | 8  | 9  | 10      |
| 3                  | 11 | 12 | 13 | 14 | 15      |
| 4                  | 16 | 17 | 18 | 19 | 20      |
| 5                  | 21 | 22 | 23 | 24 | 25      |
| 6                  | 26 | 27 | 28 | 29 | 30      |
| 7                  | 31 | 32 | 33 | 34 | 35      |

Do ugrania partii potrzeba było 50 pkt. Z tabeli zamieszczonej przez Starego gracza wynika, że za wylicytowanego szlema i szlemika pisało się dodatkowo wartość 6 lew. 
Przykłady:
1) Para wylicytowała 3♠️️, ugrała tylko 6 lew. Wartość lewy to 11 pkt. Za 3 wpadki przeciwnicy zapisują sobie pod kreską 33 pkt. 
2) Para wylicytowała 2♥️️, ugrała 10 lew. Wartość lewy to 9 pkt. Zatem para zapisuje sobie 18 pkt. pod kreską i 18 pkt. nad kreską. Gdyby para wylicytowała 4♥️️, to wartość lewy wynosiłaby 19 pkt. i para zapisałaby sobie 4*19=76 pkt. uzyskując partię.
3) Para wylicytowała i ugrała szlema w treflach. Wartość lewy wynosi 32. Para zapisuje sobie 7*32=224 pkt. Dodatkowo zapisuje wartość 6 lew premii, czyli 6*32=192. Razem 416.